# Nationaal park Caldera de Taburiente
Nationaal park Caldera de Taburiente (Spaans: Parque nacional de la Caldera de Taburiente) is een nationaal park op het eiland La Palma, Canarische Eilanden, Spanje. Het bevat het enorme gebied van de Caldera de Taburiente, waarvan eens gedacht werd dat het een gigantische caldera of vulkaankrater was, maar waarvan men nu weet dat het een erosiekrater betreft, die het noordelijke gedeelte van het eiland domineert. Het werd in 1954 aangewezen als nationaal park.
De caldera heeft een doorsnede van ongeveer 10 kilometer en op sommige plekken torenen de wanden 2000 meter boven de calderabodem uit. Het hoogste punt is de Roque de los Muchachos op de noordwand met een hoogte van 2426 meter. Deze top is bereikbaar over de weg. De telescopen van het Observatorium Roque de los Muchachos bevinden zich vlak bij de top.
Tegenover de Roque de Los Muchachos, op de zuidoostelijke kraterrand, ligt het uitzichtpunt La Cumbrecita met een fantastisch uitzicht op de caldera. Dit uitzichtpunt is met de wagen bereikbaar vanaf het bezoekerscentrum nabij El Paso. Omwille van de beperkte parkeergelegenheid is de toegang geregeld en dient op voorhand gereserveerd te worden.
In het zuidwesten loopt de caldera uit op de zee langs de kloof Barranco de Las Angustias, waardoorheen in de winter de Rio de Taburiente stroomt.
In het zuidoosten sluit de kraterrand aan op de bergrug Cumbre Nueva, die samen met de nog zuidelijker gelegen Cumbre Vieja de ruggengraat van het eiland vormt.

## Historisch belang
Gedurende de Spaanse verovering van de Canarische Eilanden in de 15de eeuw was de caldera de plek waar de voormalige bewoners van de archipel, de Guanches, het laatst standhielden. Het bleek onneembaar te zijn voor de Spanjaarden en ze versloegen enkel de Guanches door hun leider in een hinderlaag te lokken onder het voorwendsel te willen onderhandelen. Op de bodem van de krater staat nog steeds de Roque Idafe, een rotsmonoliet die door de Guanchen werd vereerd.

## Geologische ontstaansgeschiedenis

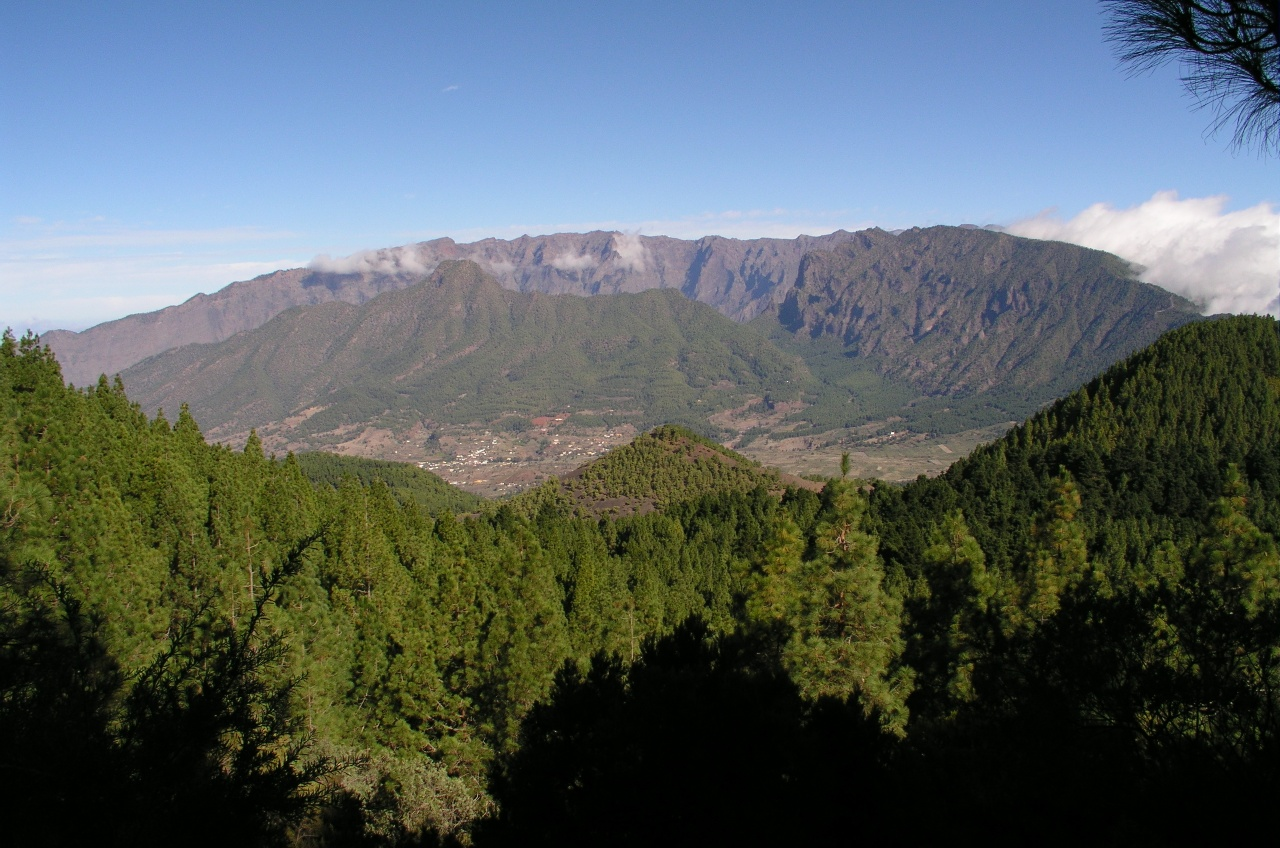
Caldera de Taburiente (blik vanuit het zuiden)

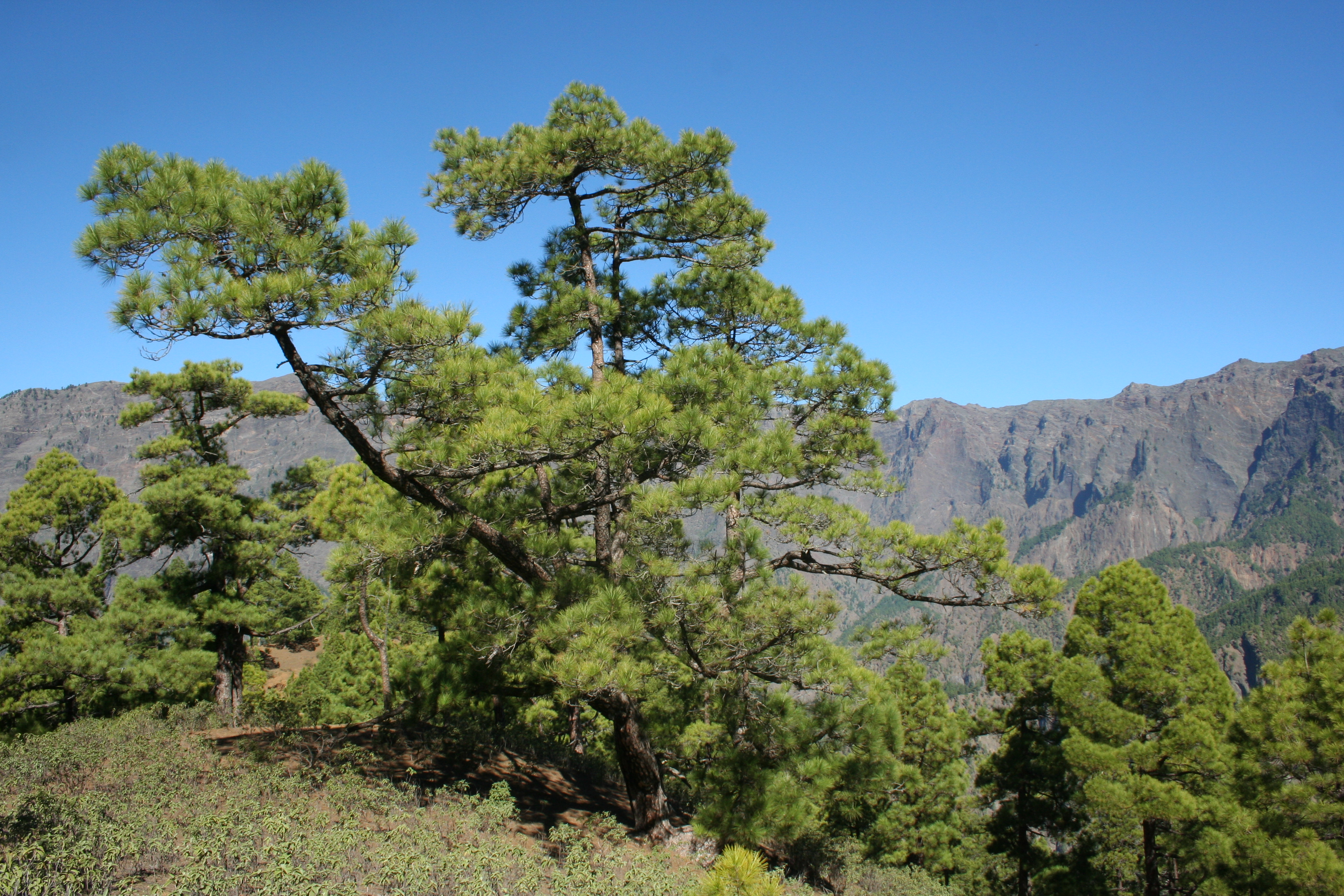
Pinus canariensis Cumbrecita

Opeenvolgende gebeurtenissen die hebben geleid tot huidige vorm van de Caldera de Taburiente:
- Onder een uit elkaar bewegende plaatgrens bevond zich een magmakamer.
- Het resultaat was een onderzeese vulkaan van 4000 m boven de zeebodem met zeer steile flanken en opeenstapeling van lagen van zeer dik kussenlava. Aslagen ontbraken.
- De vulkanische kegel verhief zich door uitbreiding van de magmakamer. De piek reikte tot 600 m boven de zeespiegel. De ondiepe kustgebieden, waar nu de meeste bewoning is op het eiland, vonden hun oorsprong in deze fase.
- De volgende vulkanische activiteiten, nu in de open lucht, leidden tot een zeer steile stratovulkaan op het bestaande vulkaankussen. Lava- en aslagen wisselden elkaar af. Het resultaat was een vulkaan met een absolute hoogte van meer dan 7000 meter boven de zeebodem.
- Door het doordringen van het stijgende magma spleet de topregio waardoor de westelijke helling verzakte. Overblijfselen van een vulkaankrater van de voormalige topregio zijn te zien op de Pico de la Nieve. Door de wrijving bleven delen van de wegzakkende massa gekarteld achter. Het belangrijkste gedeelte viel van de steile helling in de diepe zee. De rotslawine ligt direct voor de caldera op de zeebodem.
- De rivier Rio de Taburiente erodeerde zich een weg door de restanten van de kraterwand heen en creëerde de kloof Barranco de Las Angustias. Zij liet in de buurt van de zee een terras van gravel achter op de vlakte, die gevormd is door de verzakking.
- Een nieuwe vulkaan (Bejenado) ontstond in het hart van deze vlakte. Haar as en lava vulden de caldera.
- Door andere vulkaanuitbarstingen aan de zuidelijke rand van het eiland ontstond veel nieuw land. Het resultaat is de Cumbre Vieja, het jonge vulkanische gebied op de zuidelijke helft van het eiland.
- Tijdens de IJstijd (klimaatverandering) vond zeer veel erosie plaats. Waar het vulkanische segment eerder was verzakt, diepte de Barranco de Las Angustias zich uit tot aan de basis van kussenlava.
- De meest recente historische vulkaanuitbarstingen (sinds 1470) geven de indruk dat de topregio opnieuw zal splijten, nu in het zuiden van het eiland. In 1949 ontstond een lange breuk van noord naar zuid in de topregio. De uitbarstingen in de flank van de recente lavastromen laten echter zien dat de lava een lagere uitgang kon vinden. Het opnieuw verzakken van de topregio in de zee lijkt daarom onwaarschijnlijk.

## Afbeeldingen

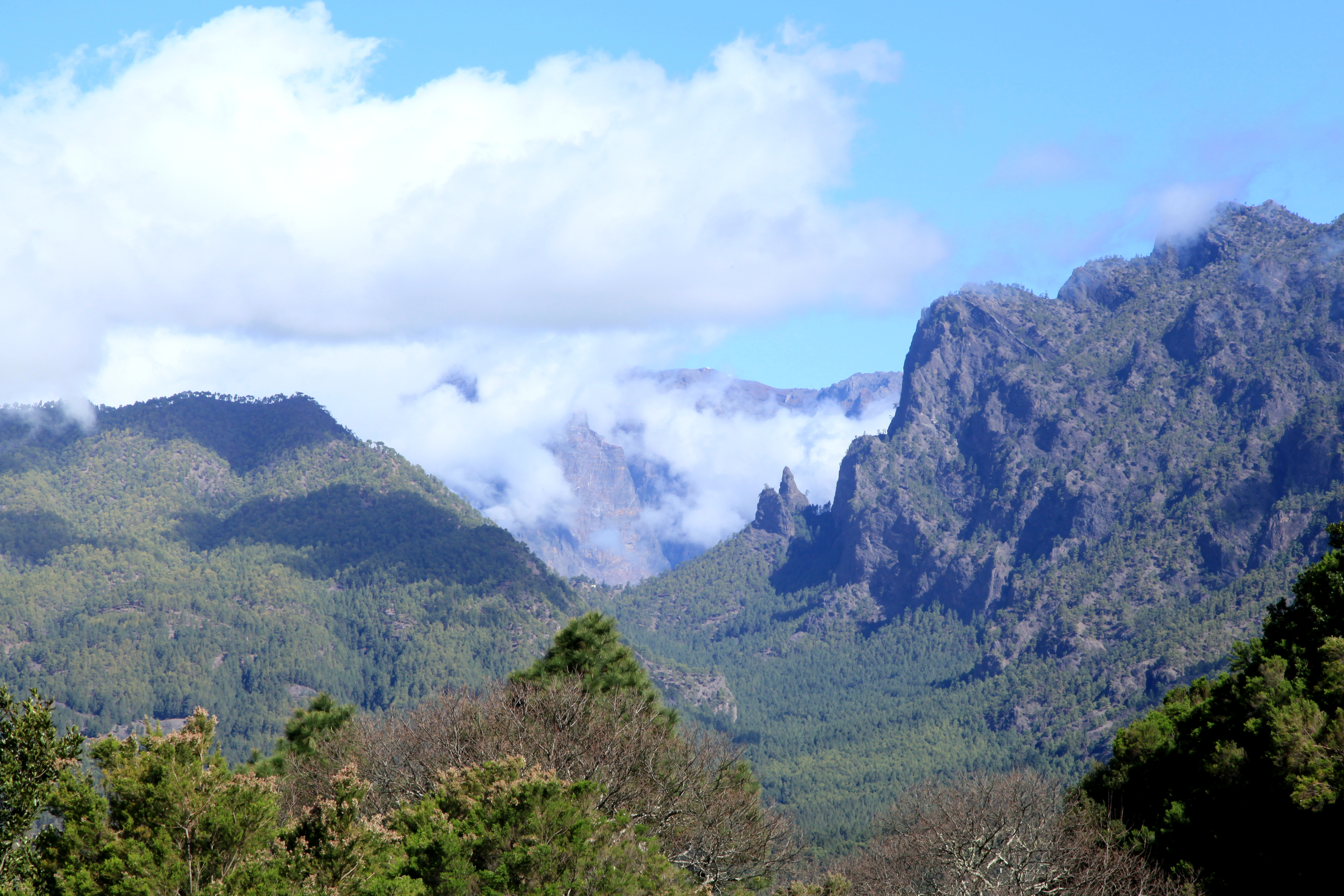
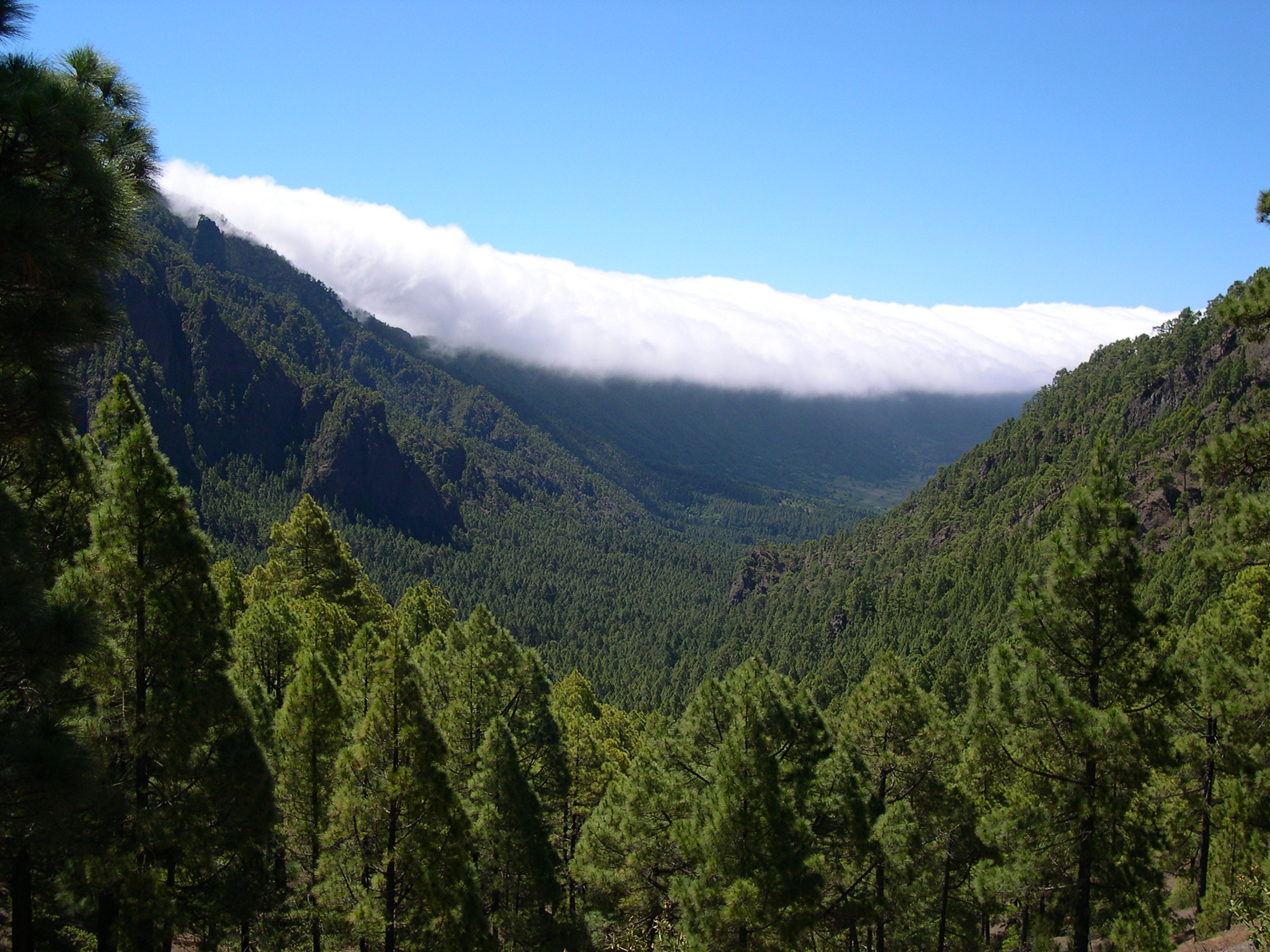
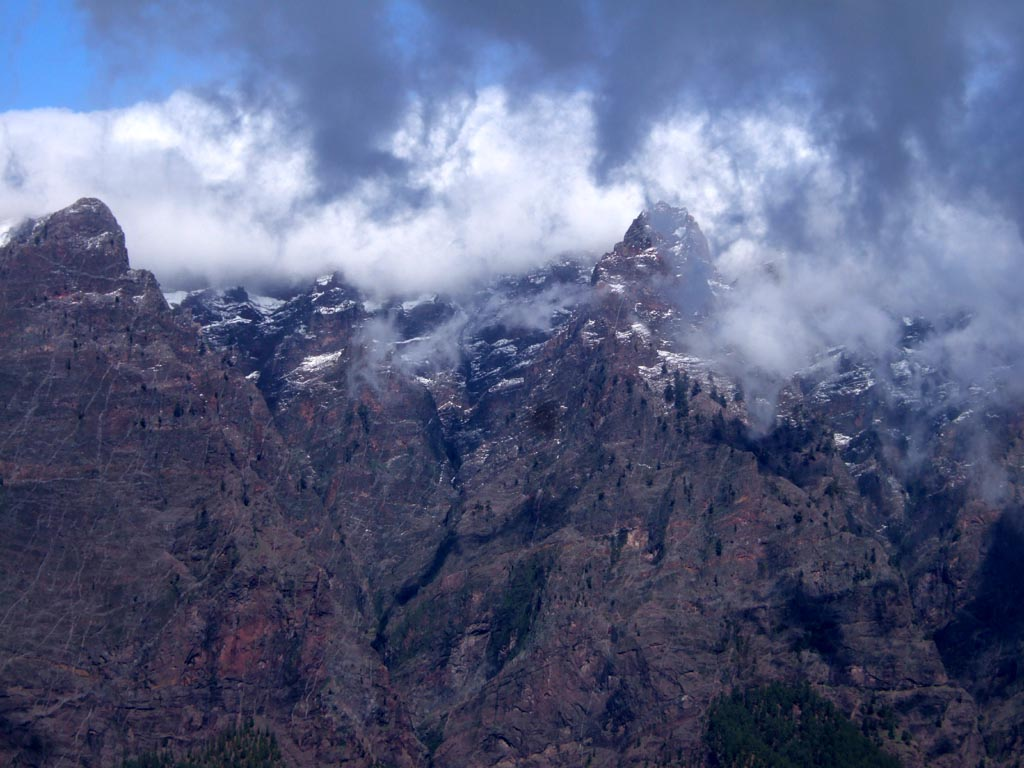
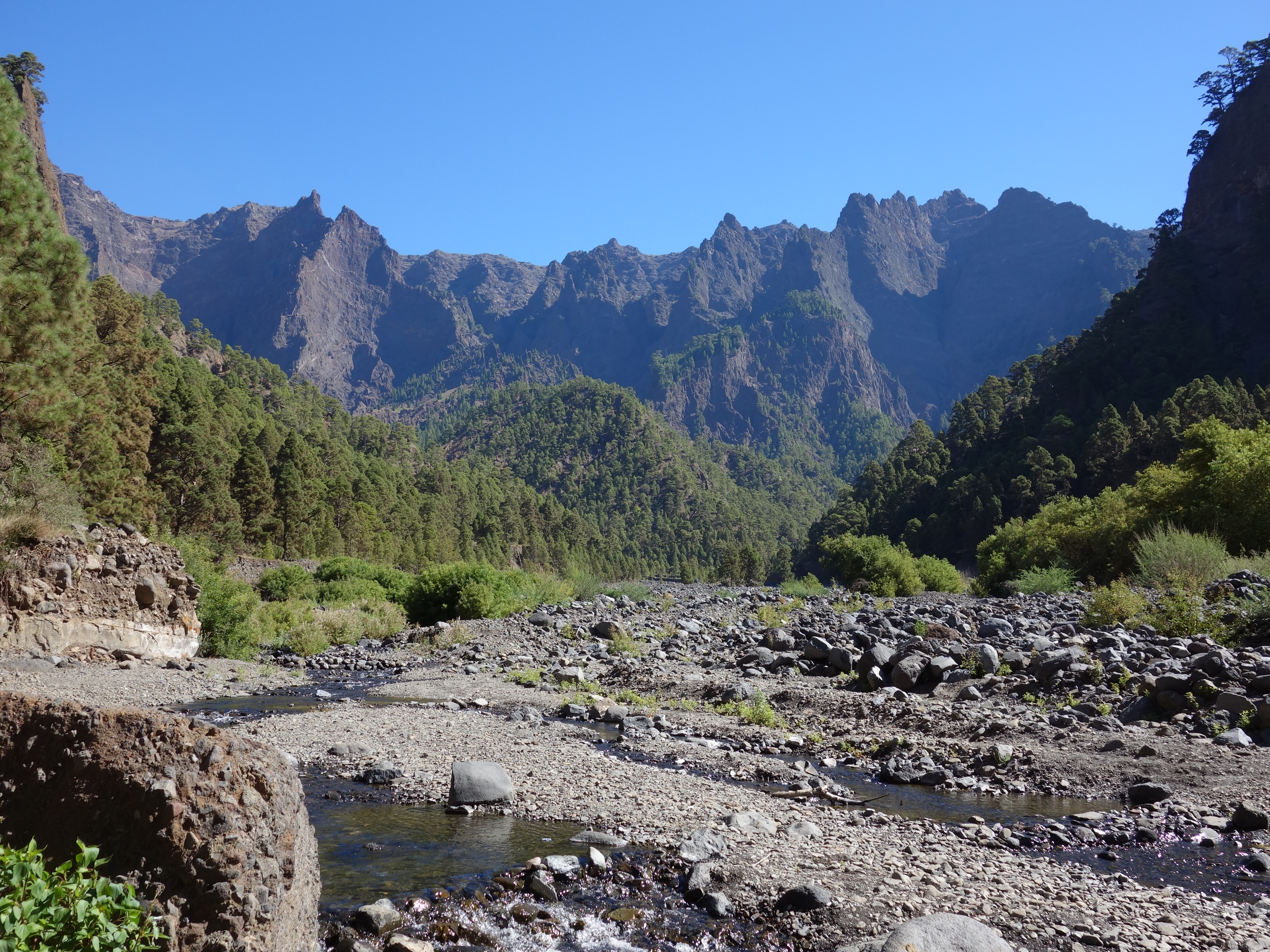
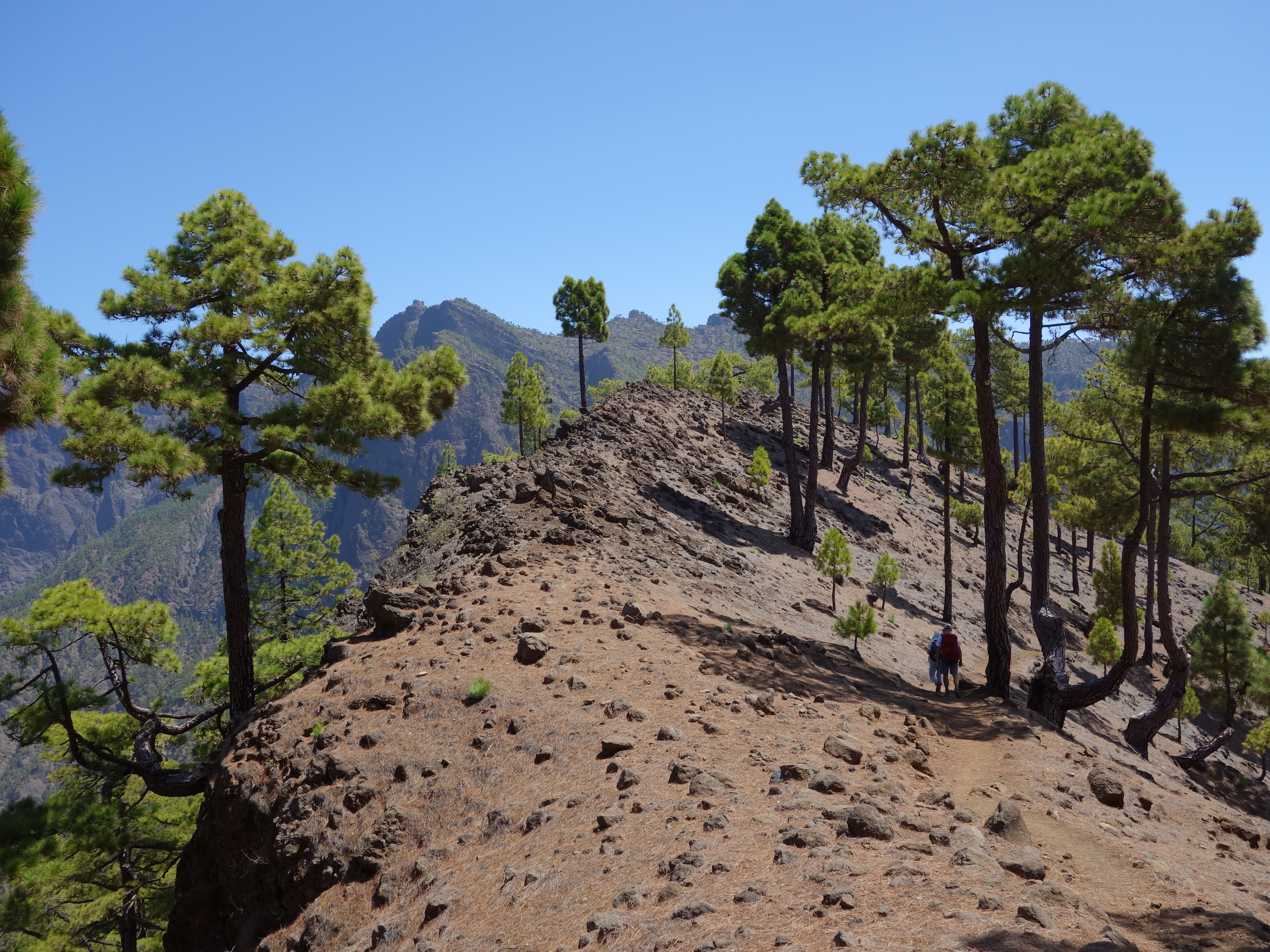

Aigüestortes i Estany de Sant Maurici · 
Archipiélago de Cabrera ·   
Cabañeros · 
Caldera de Taburiente · 
Doñana · 
Garajonay · 
Islas Atlánticas de Galicia · 
Monfragüe · 
Ordesa y Monte Perdido · 
Picos de Europa · 
Sierra de Guadarrama · 
Sierra de las Nieves ·
Sierra Nevada · 
Tablas de Daimiel · 
Teide · 
Timanfaya